# Ichneumon periscelis
Ichneumon periscelis là một loài tò vò trong họ Ichneumonidae.